# Richard Lyons
Richard Lyons (ur. 8 sierpnia 1979 roku w Hillsborough) – brytyjski kierowca wyścigowy.

## Kariera
Lyons rozpoczął karierę w międzynarodowych wyścigach samochodowych w 1996 roku od startów w edycji zimowej Formuły Vauxhall Junior, gdzie zdobył tytuł mistrzowski. W późniejszym okresie Brytyjczyk pojawiał się także w stawce Formuły Vauxhall Junior, edycji zimowej Formuły Palmer Audi, Formuły Palmer Audi, Brytyjskiej Formuły Renault, Sports Racing World Cup, Formuły Nippon, All-Japan GT Championship, JGTC All-Star USA 200, Super GT, Le Mans Series, V8 Supercars, A1 Grand Prix, Malaysia Merdeka Endurance Race, Asian Le Mans Series, International GT Open, GT Asia oraz British GT Championship.
W V8 Supercars Brytyjczyk startował w latach 2006-2007 i 2011-2012. Jedyne zwycięstwo odniósł w sezonie 2011. Z dorobkiem 511 punktów został wówczas sklasyfikowany na 31 miejscu w końcowej klasyfikacji kierowców.